# Plainfield (Illinois)
Pour les articles homonymes, voir Plainfield.
Plainfield est un village situé dans les comtés de Will et Kendall, dans l’État de l’Illinois, aux États-Unis,. Il est situé au nord-ouest du comté et au sud de Naperville. Le village est incorporé le 13 août 1877.

## Démographie
Lors du recensement de 2010, le village comptait une population de 39 581 habitants. Elle est estimée, en 2016, à 42 933 habitants.